# Ingemar Sjögren
Ingmar Gösta Sigvard Sjögren, född 13 april 1939 i Gammalstorp, Blekinge län, är en svensk målare och tecknare.
Han är son till vaktmästaren Gösta Fredrik Sjögren och barnmorskan Signe Helena Andersson. Sjögren studerade vid Académie Libre i Stockholm 1958, Gerlesborgsskolan 1959 samt privat för Staffan Hallström 1960 innan han fortsatte sina studier vid Konsthögskolan i Stockholm. Han medverkade i Nationalmuseums Unga tecknare på 1960-talet och en utställning på Astra i Södertälje samt samlingsutställningar i Spånga och Norrtälje. Hans konst består av porträtt och modellstudier utförda i olja, tempera eller teckning.    